# Anthocharis bambusarum
Anthocharis bambusarum är en fjärilsart som beskrevs av Charles Oberthür 1876. Anthocharis bambusarum ingår i släktet Anthocharis och familjen vitfjärilar. Inga underarter finns listade i Catalogue of Life.